# Cantón de Santo Domingo
Cantón de Santo Domingo är en kanton i Costa Rica.   Den ligger i provinsen Heredia, i den centrala delen av landet, 6 km norr om huvudstaden San José.